# Aggregation (Chemie)
Die Aggregation ist eine (lockere) Zusammenlagerung von Atomen, Molekülen und/oder Ionen zu einem größeren Verband, dem Aggregat. Die Zusammenlagerung wird durch Van-der-Waals-Kräfte, zwischenmolekulare Kräfte oder andere chemische Bindungsarten hervorgerufen. Werden die Aggregate von gleichartigen Molekülen gebildet, spricht man von Assoziation und Assoziaten.
Im erweiterten Sinne können auch kristalline oder amorphe Primärteilchen zu größeren Aggregaten, das bedeutet verklebten Teilchen, zusammenwachsen oder sich zusammenlagern. Insbesondere beim Dispergieren besteht dann die Notwendigkeit, diese Aggregate durch mechanische Krafteinwirkung wieder „zu zerreiben“.